# Janusz Cieszyński
Janusz Antoni Cieszyński (ur. 6 maja 1988 we Wrocławiu) – polski menedżer, przedsiębiorca i samorządowiec. W latach 2020–2021 wiceprezydent Chełma. Podsekretarz stanu w Ministerstwie Zdrowia w latach 2018–2020, odpowiedzialny za informatyzację sektora zdrowia. W latach 2021–2023 sekretarz stanu w KPRM, w 2023 minister cyfryzacji w drugim rządzie Mateusza Morawieckiego. Poseł na Sejm X kadencji.

## Życiorys

### Życie prywatne
Jest synem Aleksandry Wysłouch-Cieszyńskiej i Przemysława Cieszyńskiego. 
W latach 1996–1997 mieszkał i uczył się w Stanach Zjednoczonych. Absolwent XIV Liceum Ogólnokształcącego im. Polonii Belgijskiej we Wrocławiu. W roku szkolnym 2005/2006 został finalistą XIX Olimpiady Wiedzy Ekonomicznej o tematyce „Ryzyko w działalności gospodarczej”. Ukończył studia z zakresu finansów i rachunkowości w Szkole Głównej Handlowej. Uzyskał tytuł licencjata w 2012 roku broniąc pracę licencjacką pod tytułem Wymiana informacji podatkowej w Unii Europejskiej na przykładzie dyrektywy 2003/48/WE w sprawie opodatkowania dochodów z oszczędności w formie wypłacanych odsetek. 
Od 2022 mąż Wandy Buk.

### Działalność zawodowa
Prowadził przedsiębiorstwo zajmujące się cyfryzacją, a także doradztwem biznesowym i prawnym dla sektora małych i średnich przedsiębiorstw. Zasiadał w zarządzie wspólnoty mieszkaniowej. Od 2009 do 2014 pracował w firmie telekomunikacyjnej Orange Polska w działach finansów i marketingu. Członek Komitetu Monitorującego Programu Operacyjnego Inteligentny Rozwój.

### Działalność polityczna
W 2012 wstąpił do partii Prawo i Sprawiedliwość. W 2015 został doradcą Mateusza Morawieckiego w Ministerstwie Rozwoju i Ministerstwie Finansów, a w latach 2016–2017 kierował Departamentem Małych i Średnich Przedsiębiorstw w Ministerstwie Rozwoju. Od 2016 do 2018 przewodniczył Radzie Nadzorczej Korporacji Ubezpieczeń Kredytów Eksportowych S.A..
17 stycznia 2018 został powołany na stanowisko podsekretarza stanu w Ministerstwie Zdrowia, odpowiedzialnego za informatyzację sektora zdrowia, w tym nadzór nad Centrum Systemów Informacyjnych Ochrony Zdrowia. Janusz Cieszyński jako podsekretarz w MZ zajmował się także programem zakupu karetek pogotowia ratunkowego pierwszym programem poprawy jakości jedzenia szpitalnego dla kobiet w ciąży i po porodzie.
Był członkiem Komitetu Rady Ministrów do spraw Cyfryzacji przy Prezesie Rady Ministrów i Komitetu Monitorującego Programu Operacyjnego Inteligentny Rozwój. W czasie kadencji był członkiem zespołu opracowującego program eRecepta (elektroniczne recepty i skierowania).
W 2018 z ramienia Prawa i Sprawiedliwości zdobył mandat radnego Mokotowa, którego zrzekł się w listopadzie 2020. 17 sierpnia 2020 zrezygnował z pełnienia funkcji podsekretarza stanu w Ministerstwie Zdrowia. 
W listopadzie 2020 objął stanowisko wiceprezydenta Chełma. W trakcie swojej kadencji nadzorował prace Departamentu Inwestycji i Rozwoju; Departamentu Komunalnego; Departamentu Geodezji, Kartografii, Nieruchomości, Architektury i Budownictwa oraz Departamentu Spraw Obywatelskich. W ramach prac w poszczególnych gabinetach odpowiadał za inwestycje i sprawy komunalne m.in. wymianę autobusów miejskich na ekologiczne oraz pozyskiwanie funduszy na inwestycje drogowe. Był także odpowiedzialny za wdrożenie projektu cyfryzacji Urzędu Miasta. Koordynował projekt budowy Medycznego Miasteczka oraz współtworzoną przez siebie miejską strategię walki z Covid-19. Cieszyński był także odpowiedzialny za nadzór nad planem transformacji miejskiej ciepłowni w związku z koniecznością realizacji celów klimatycznych UE. Sprawował również funkcję przewodniczącego rady nadzorczej Miejskiego Przedsiębiorstwa Energetyki Cieplnej w Chełmie.
8 czerwca 2021 powrócił do rządu na stanowisko sekretarza stanu w Kancelarii Premiera oraz pełnomocnika rządu ds. cyberbezpieczeństwa. 6 kwietnia 2023 został powołany przez prezydenta RP Andrzeja Dudę na stanowisko ministra cyfryzacji (samo ministerstwo wznowiło działalność 1 maja).
31 sierpnia 2023 został ogłoszony liderem listy PiS w okręgu olsztyńskim w wyborach parlamentarnych. Uzyskał mandat poselski, zdobywając 20 644 głosy.  27 listopada tego samego roku zakończył pełnienie funkcji ministra.  W październiku 2024 wszedł w skład komitetu wykonawczego PiS.